# Guillaume Saultemouche
Guillaume Saultemouche, né aux environs de 1557 à Saint-Germain-l'Herm dans le Puy-de-Dôme (France) et mort (assassiné) le 7 février 1593 à Aubenas, dans l’Ardèche (France), est un frère jésuite français. Mort en témoin de sa foi eucharistique il est considéré comme martyr par l’Église catholique et béatifié, avec son compagnon Jacques Salès, par le pape Pie XI en 1926. Les deux « martyrs d’Aubenas » sont liturgiquement commémorés le 7 février.

## Biographie
Peu de choses sont connues de sa vie, sinon qu’il est issu d’une famille de modestes commerçants, sans doute d’origine italienne. Se préparant à entrer comme frère coadjuteur dans la Compagnie de Jésus, il travaille d’abord comme domestique dans les collèges jésuites de Billom et de Paris. Dans ce dernier - le collège de Clermont - il fait la connaissance de celui qui sera son compagnon de martyre, Jacques Salès. 
Certains documents indiquent que Saultemouche était cordonnier. Peu de temps après son entrée au noviciat des jésuites, en 1579 à Verdun, il est envoyé à Pont-à-Mousson comme portier de la résidence estudiantine (1580-1584). De 1586 à 1587, il est à Verdun, puis à la maison professe à Paris. 
Revenu dans son pays natal en automne 1591, Saultemouche est de nouveau portier au collège de la Trinité de Lyon.  Environ un an plus tard, il se trouve à Tournon, où le père Jacques Salès l’avait précédé. Lorsque le père Salès est envoyé à Aubenas, alors sous le contrôle des huguenots, y prêcher les sermons de la période d’Avent Guillaume Saultemouche lui est donné comme compagnon de voyage. 
Comme il a du succès - plusieurs habitants reviennent à la foi catholique – Jacques Salès est violemment pris à partie par des huguenots, dont le pasteur Labat, particulièrement agacé de la position inébranlable que Salès professe pour la présence réelle du Christ dans l’Eucharistie. Il est abattu d’un coup de feu le 7 février 1593. Le frère Saultemouche qui tente de le protéger est lui-même frappé de plusieurs coups de poignard. Tous deux meurent le 7 février 1593.
Des rares documents conservés, Guillaume Saultemouche apparait comme une personne de patience inaltérable et de bonté sans faille, même dans les circonstances les plus difficiles, lorsqu’il est insulté ou maltraité. Il partageait avec son compagnon, le père Jacques Salès une grande dévotion pour le Saint-Sacrement.